# جوردن بيكر
جوردن بيكر (بالإنجليزية: Jordan Becker)‏ (25 سبتمبر 1992 ببوكوموك سيتي في الولايات المتحدة - ) هو لاعب كرة قدم أمريكي في مركز الوسط. لعب مع Rochester Rhinos ‏ وBaltimore Bohemians ‏ ودي موين  مانس ‏.

## وصلات خارجية
- جوردن بيكر على موقع قاعدة بيانات كرة القدم.إي يو (الإنجليزية)